# 手荷物カルーセル

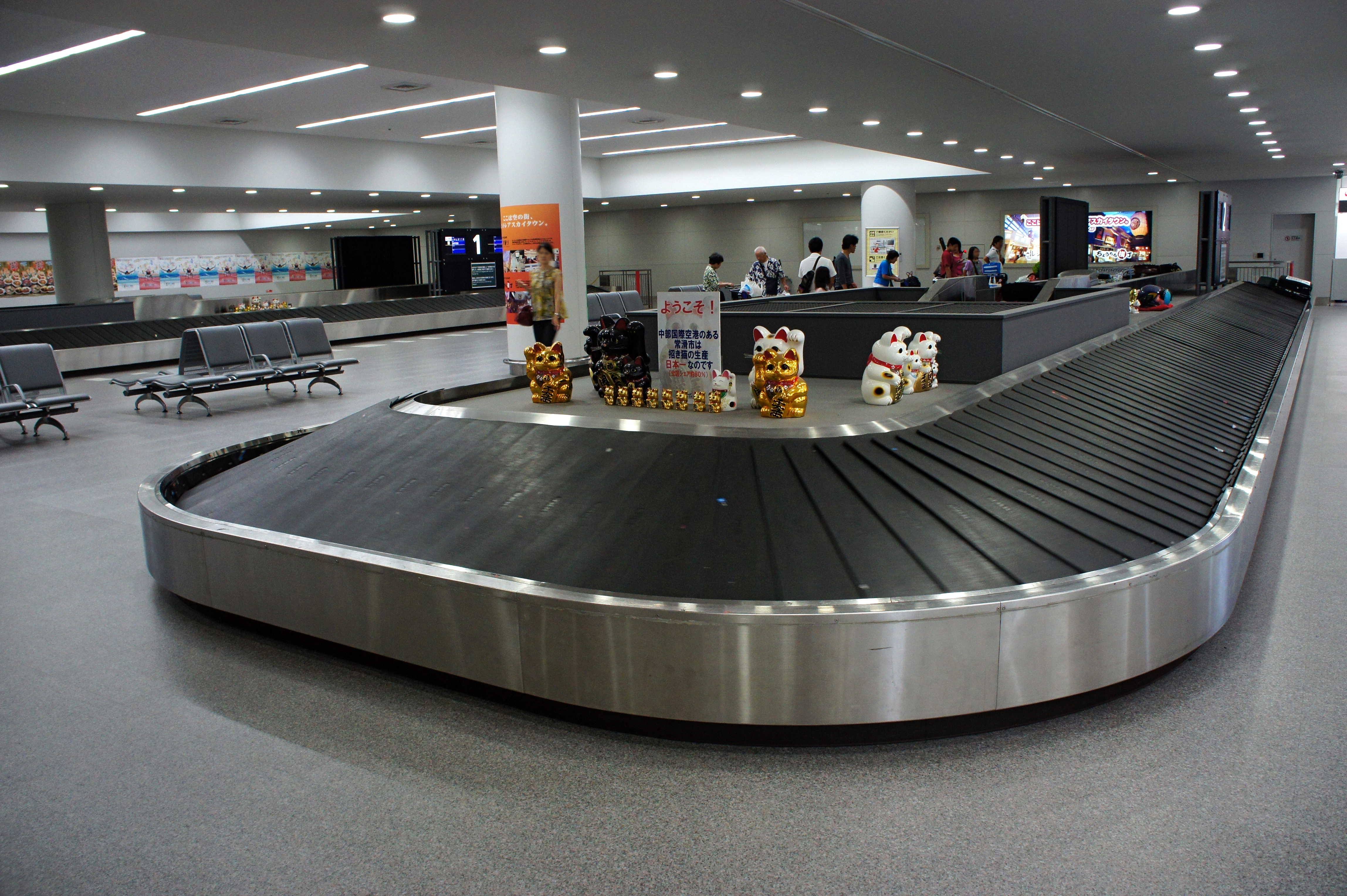
手荷物ターンテーブル（中部国際空港）

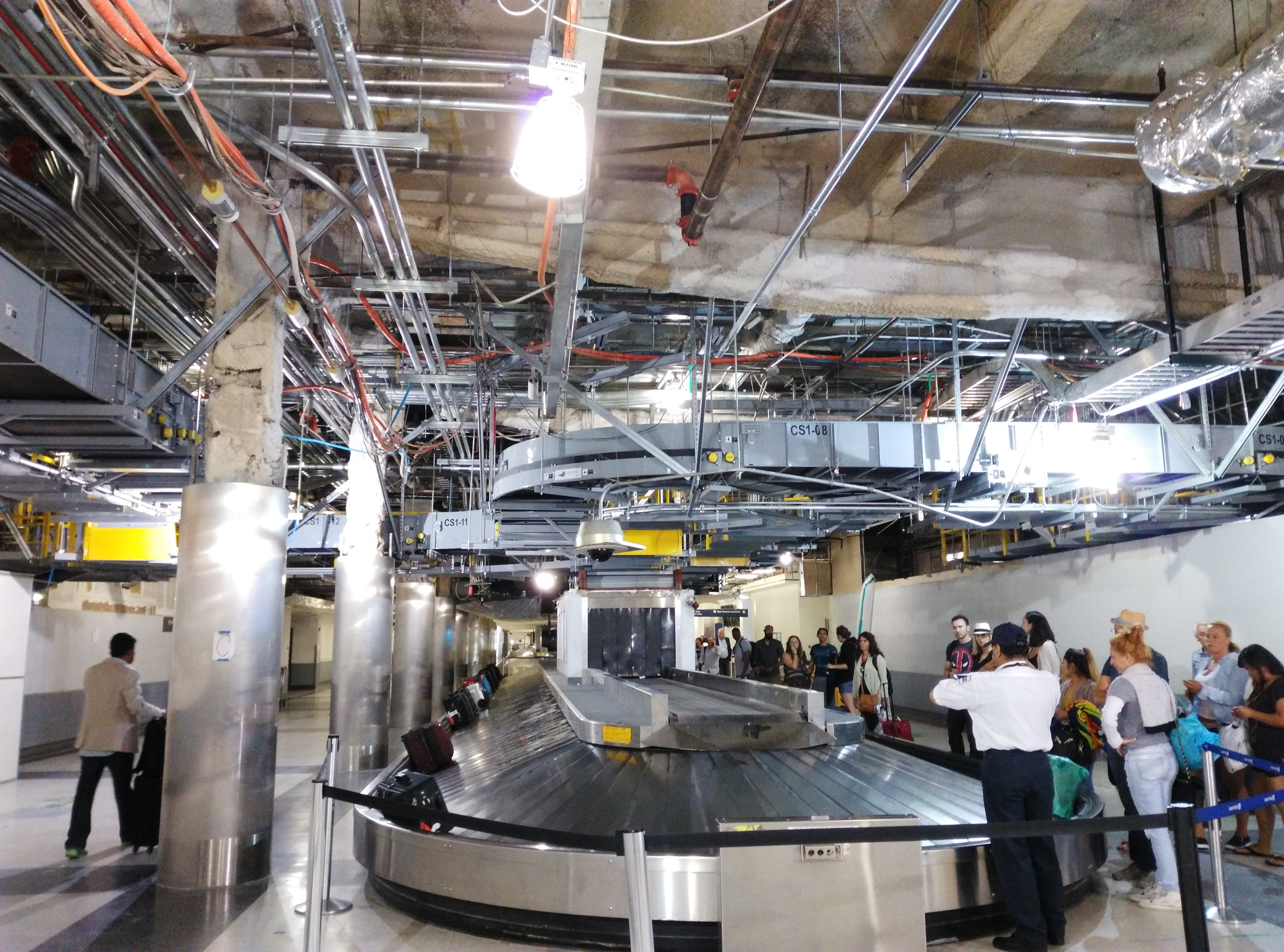
改修中の手荷物ターンテーブルシステム（ロサンゼルス国際空港）

手荷物カルーセル（てにもつカルーセル、英語: Baggage carousel）は、手荷物ターンテーブル、空港用コンベヤーなどとも呼ばれる回転式ベルトコンベアシステムを指す。日本では、単純にターンテーブルが一般的に使われる。
空港のターンテーブルは、最終目的地の空港の手荷物受取所で乗客の預け荷物を引き渡すため設置されているが、小規模な空港施設では設置されていない空港もある。

## 例外
通常、以下の種類の受託手荷物はターンテーブルでは届けられない。
- ゴルフバッグ
- 車椅子
- 自転車
- ベビーカー
- チャイルドシート
- スキー板
- スノーボード
- サーフボード

これらの受託手荷物は、次のようなさまざまな方法で受け渡される。
- 床に置く
- 特別な開口部からの受け渡し。
- カスタマーサービスカウンターでの受け渡し。
- 専用ラックでの受け渡し(スキー場によくある)